# Virus JC
El virus JC, también llamado virus John Cunningham, es un poliomavirus muy común que suele provocar infecciones asintomáticas en humanos durante la infancia. Tiene la capacidad de permanecer en estado latente en el organismo y reactivarse cuando se producen situaciones que provocan déficit de inmunidad (inmunodeficiencia), en este caso origina graves infecciones en el sistema nervioso central que cursan con un cuadro clínico que recibe el nombre de leucoencefalopatía multifocal progresiva. Las causas de inmunodeficiencia adquirida son múltiples, algunas de las más frecuentes son la infección por el virus VIH, leucemia, linfoma y el empleo de determinados medicamentos que pertenecen a la familia de los anticuerpos monoclonales, entre ellos el natalizumab que se emplea para el tratamiento de la esclerosis múltiple.

## Historia
Fue aislado por primera vez en el año 1971 en un paciente de nombre John Cunningham que sufría enfermedad de Hodgkin que le provocó déficit de inmunidad y leucoencefalopatía multifocal progresiva.

## Descripción
El virus JC mide 45 nm de diámetro, es no encapsulado, su cápside tiene forma icosaédrica y el genoma está formado por ADN bicatenario.